# Ouverture rapsodica
L'Ouverture rapsodica di Carl Nielsen è una composizione per orchestra scritta nel 1927.

## Storia della composizione
L'Ouverture rapsodica risale all'ultima fase dell'attività compositiva di Carl Nielsen, essendo stata realizzata nel 1927, a cavallo tra il Concerto per flauto e quello per clarinetto. Essa porta il sottotitolo Viaggio di fantasia alle isole Fær Øer (in danese: En fantasirejse til Færøerne) e costituisce un significativo esempio di come Nielsen faccia un ricorso assai parsimonioso all'elemento nazionalistico nella sua musica, dove può ravvisarsi non la descrizione del nativo villaggio, bensì quella di un nuovo e ben più vasto paesaggio, giacché i confini nazionali riuscivano troppo angusti e ristretti al fervore compositivo del musicista. Per questo, diversamente dal Sibelius dei poemi sinfonici che si richiamano alla mitologia ed al paesaggio brumoso e severo della Finlandia, accanto alla disciplinata passione di recuperare alla Danimarca una cultura secondo direttrici di maggiore attualità si nota in Nielsen una libertà di fantasia e di avventura senza confini. In tal modo, memore si direbbe della profezia di Robert Schumann rivolta ad ogni nazionalismo musicale (ovvero di raggiungere prima l'originalità per poi rifiutarla rendendola accademica), Nielsen chiude il capitolo del Romanticismo e dà l'avvio al secolo nuovo. L'Ouverture fu eseguita per la prima volta nell'autunno del 1927, sotto la direzione dello stesso compositore. 

## Struttura della composizione
L'Ouverture, concepita nel solco della tradizione sinfonica, si apre con una introduzione lenta in cui persiste a lungo una sonorità oscura e cupa. Un po' come in De l'aube à midi sur la mer di Claude Debussy, la musica parrebbe suggerire l'idea di un viaggio in mare che inizia nell'oscurità e a man a mano prosegue in una progressiva crescita della luminosità che dai colori perlacei dell'alba passa al graduale sorgere del sole, fino all'abbagliante splendore di mezzogiorno. In Nielsen si può pensare anche a un racconto che, gradualmente, prende forma attraverso l'aggiunta di sempre nuovi elementi fino a quando viene finalmente portato a conclusione dal vigoroso tutti orchestrale. Nella musica è contenuto un fugace cenno al folclore, in quanto il materiale tematico fa riferimento a una canzone popolare delle Isole Fær Øer intitolata «È dolce il suono delle campane di Pasqua» (Paaskeklokken kimed' mildt). In questa breve eppur suggestiva pagina può osservarsi come il richiamo al paesaggio nordico si traduca in sonorità brillanti, in un nuovo spessore polifonico, in spazialità inquiete ed in un ottimistico attivismo; come già in altre precedenti opere, anche qui Nielsen manifesta la ferma volontà di superare qualsiasi residuo di pathos romantico, ancor vivo nelle opere del suo grande contemporaneo Jean Sibelius.

## Discografia parziale
- Aarhus Symphony Orchestra, Lance Friedel (MSR Classics)
- Danish National Symphony Orchestra, Thomas Dausgaard (Dacapo)
- Göteborgs Symfoniker, Neeme Järvi (Deutsche Grammophon)
- Odense Symphony Orchestra, Edward Serov (Kontrapunkt)
- Philadelphia Orchestra, Eugene Ormandy (Sony BMG)
- Swedish Radio Symphony Orchestra, Esa-Pekka Salonen (Sony BMG)